# توشيح (شعر)

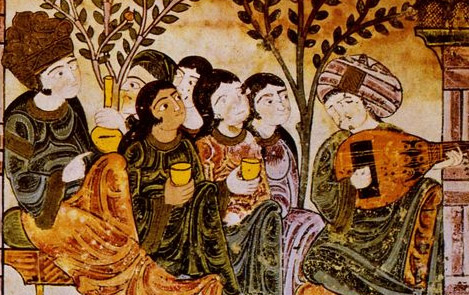

التَّوْشِيح أو الْمُوَشَّح هو فن شعري مستحدث، يختلف عن ضروب الشعر الغنائي العربي بالتزامه بقواعد معينة وباستعماله اللغة الدارجة أو الأعجمية في خرجته، ثم باتصاله القوي بالغناء. والمصادر التي تناولت تاريخ الأدب العربي لم تقدم تعريفاً شاملاً للموشح، واكتفت بالإشارة إليه إشارة عابرة، حتى أن البعض منها تحاشى تناوله معتذرا عن ذلك لأسباب مختلفة. فابن بسام الشنتريني، لا يذكر عن هذا الفن إلا عبارات متناثرة، أوردها في كتابه "الذخيرة في محاسن أهل الجزيرة"، وأشار إلى أنه لن يتعرض للموشحات لأن أوزانها خارجة عن غرض الديوان، لا أكثر على غير أعاريض أشعار العرب. أما ابن سناء الملك فيقول: "الموشح كلام منظوم على وزن مخصوص"، وقال عنه حنا الفاخوري "قصيدة شعرية موضوعة للغناء"، وعرفه محمد بن تاويت "أنه فن مستحدث من فنون الشعر وذلك في هيكل من القصيدة، والموسيقى فيه لا تسير على النهج الشعري.
موشح أو موشحة أو توشيح، وتجمع على موشحات أو تواشيح من وشح بمعنى زين أو حسن أو رصع.

## بعض شعراء الموشحات
- أبو حسن علي الضرير المعروف بالحصري وله قصائد عديدة من بينها (يا ليل الصب) وقد كان من شعراء المعتمد بن عباد ومات في طنجة.
- لسان الدين الخطيب، شاعر أندلسي اشتهر بموشحته «جادك الغيث» التي قامت بآدائها السيدة فيروز
- ابن زمرك الشاعر الأندلسي كاتب موشحة «أبلغ لغرناطة السلام».
- ابن مالك السرقسطي.[3]
- عبادة ابن مَاء السماء
- التطيلي الأعمى

## أصل الموشحات
يعتقد أن كلمة «الموشحة» تعود إلى اللفظة السريانية «موشحتا» (ܡܘܫܚܬܐ) أي بمعنى «إيقاع» أو «ترتيلة من المزامير». كما يعتقد أن الموشحات ظهرت في المشرق العربي وتأثرت بشدة بالموسيقى الكنسية السريانية حتى أن الردات في أقدم الموشحاة كانت تحوي ألفاظا سريانية.
بينما يقول رأي آخر أن مخترع الموشحات في الأندلس كان شاعرا من شعراء فترة الأمير عبد الله اسمه مقدم بن معافى القبرى. وقد جاء في بعض نسخ كتاب الذخيرة لابن بسام أن مخترع الموشحات اسمه محمد بن محمود. والمرجح أن مخترع هذا النوع الشعري هو مقدم بن معافر، وعلى ذلك أكثر الباحثين. على أن بسام لم يجزم حين ذكر هذا الأخير، وإنما قال: «و أول من صنع هذه الموشحات بأفقنا واخترع طريقتها - فيما يلقى- محمد بن محمود القبرى الضرير». ولعل كون الشاعرين من قبرة جعل ابن بسام يضع اسما محل اسم، فكأنه قد بلغه أن الشاعر القبرى فلانا قد اخترع الموشحات، فذكر محمد بن محمود ونسى اسم مقدم. وقد وردت هذه الموشحة منسوبة إلى هذا الأندلسي في كثير من المصادر الموثوق بها مثل جيش التوشيح لابن الخطيب.

## تطور الموشحات
| ” | ياليل الصب متى غده أقيام الساعة موعدهُ؟ رقد السُّمَّارُ وأرّقهُ أسفٌ للبين يردِّدُّهُ فبكاه النّجم ورق لهُ مما يرعاه ويرصدهُ كلفٌ بغزالٍ ذي هيفٍ خوف الواشين يشرِّدهُ نصبت عيناي له شركاً في النوم فعزّ تصيدهُ وكفى عجباً أني قنصٌ للسِّرب سباني أغيدهُ ينضو من مقلته سيفاً وكأن نعاساً يغمدهُ فيريق دم العشاق به والويل لمن يتقلَّدهُ كلا لا ذنب لمن قتلت عيناه ولم تقتل يدهُ يا من جحدت عيناه دمي وعلى خدَّيهِ تورُّدهُ خداك قد اعترفا بدمي فعلام جفونك تجحدهُ..؟ إنّي لأعيذك من قتلي وأظنك لا تتعمدهُ بالله هب المشتاق كرىً فلعلَّ خيالك يسعدهُ ما ضرَّك لا داويت ضنى صبٍّ يدنيك وتبعدهُ لم يبقِ هواك له رمقاً فليبكِ عليه عُوَّدُهُ وغداً يقضي أو بعد غدٍ هل من نظرٍ يتزودهُ ..؟ يا أهل الشوق لنا شرقٌ بالدمع يفيض مورّدهٌ ما أحلى الوصل وأعذبه لولا الأيام تنكدهُ بالبين وبالهجران فيا لفؤادي كيف تجلُّدهُ موشح من أقوال الحصري القيرواني (يا ليل الصب) | “ |
|   | |   |

في أواسط القرن التاسع عشر وصلت الموشحات إلى مجموعة من الفنانين الموهوبين لم يقتصروا على حفظ القديم بل جددوا وأضافوا إليه، فظهرت موشحات جديدة خلال القرنين التاسع عشر والعشرين ومن هؤلاء محمد عثمان ملحن ملا الكاسات الذي ساهمت ألحانه القوية واهتمامه بضبط الأداء مع صوت عبده الحامولى الذي وصف بالمعجزة في انتقال الموشحات من الأوساط الشعبية إلى القصور وأصبح الموشح جزءا أساسيا من الوصلات الغنائية، واستمر هذا التقليد حتى أوائل القرن العشرين حينما ظهرت باقة من الموهوبين أضافت إلى الموشحات مثل سلامة حجازي وداود حسنى وكامل الخلعى، حتى وصل إلى سيد درويش فأبدع عدة موشحات كانت بمثابة قمة جديدة وصل إليها هذا الفن، لكن المفارقة الكبرى تمثلت في أن سيد درويش نفسه كان كخط النهاية فلم تظهر بعده موشحات تذكر
توارى فن الموشح مع مقدم القرن العشرين وحلول المدرسة التعبيرية التي كان رائدها سيد درويش محل المدرسة الزخرفية القديمة وأصبح فنا تراثيا لا يسمعه أحد، لكنه عاد إلى الساحة مرة أخرى بعد عدة عقود
أعيد غناء الموشحات في أواخر الستينات من القرن العشرين كمادة تراثية عن طريق فرق إحياء التراث التي بدأت بفرقتين هما فرقة الموسيقى العربية بقيادة عبد الحليم نويرة في القاهرة وكورال سيد درويش بقيادة محمد عفيفى بالإسكندرية، ثم ظهرت فرق أخرى كثيرة في مصر خاصة في موجة قوية لاستعادة التراث خلقت جمهورا جديدا من محبى الموشحات والفن القديم، وتعددت فرق الموشحات إلى حد وجود فرقة بكل مدينة وظهرت فرق في الجامعات لنفس الغرض، كما غنى الموشحات بعد ذلك مطربون فرادى مثل صباح فخرى وفيروز وظهرت أجزاء من موشحات كمقدمات لأغانى عبد الحليم حافظ وفايزة أحمد وآخرين مثل كامل الأوصاف لحن محمد الموجى وقدك المياس والعيون الكواحل وغيرها
أصبح للموشح كيان جديد له جمهور كبير، واكتسبت الموشحات أيضا قيمة اجتماعية راقية نظرا للتطور الذي أدخل على طرق الأداء في هذه الفرق موسيقيا وغنائيا حيث اتسم الأداء بالدقة المتناهية التي ساهمت في تصنيفه كفن من الذوق الرفيع، وانعكس هذا الاتجاه على الجمهور الذي أبدى انضباطا كبيرا وحسن استماع إلى عروض خصصت للموشحات، بل إن الجمهور قد استجاب لشرط المنظمين دخول حفلات الموشحات بالملابس الرسمية! كما ساهم في عودة الموشحات لاكتساب الجمهور شرقية ألحانها الشديدة التي اشتاق الناس إلى الاستمتاع بفنونها بعد سنوات طويلة من التغريب والتجريب

## خصائص الموشحات
بالإضافة إلى الجمع بين الفصحى والعامية تميزت الموشحات بتحرير الوزن والقافية وتوشيح، أي ترصيع، أبياتها بفنون صناعة النظم المختلفة من تقابل وتناظر واستعراض أوزان وقوافى جديدة تكسر ملل القصائد، وتبع ذلك أن تلحينها جاء أيضا مغايرا لتلحين القصيدة، فاللحن ينطوى على تغيرات الهدف منها الإكثار من التشكيل والتلوين، ويمكن تلحين الموشح على أي وزن موسيقى لكن عرفت لها موازين خاصة غير معتادة في القصائد وأشكال الغناء الأخرى.

## أغراض شعر الموشحات
الغزل هو الشائع بين أغراض شعر الموشح، لكن هناك أغراض أخرى تعرض لها من بينها الوصف والمدح والذكريات

## تكوين الموشح
يضم الموشح عادة ثلاثة أقسام، دورين وخانة كل منها بلحن مختلف والختام بالخانة الأخيرة غالباً ما يكون قمة اللحن من حيث الاتساع والتنويع مثلما في موشح لما بدا يتثنى وموشح ملا الكاسات، وقد لا تختلف الخانة الأخيرة ويظل اللحن نفسه في جميع مقاطعه كما في موشح يا شادى الألحان، وقد تتعدد أجزاء الموشح لتضم أكثر من مقطع لكل منها شكل وترتيب وتتخذ تسميات مثل المذهب، الغصن، البيت، البدن، القفل، الخرجة
كما أن هناك تقسيمات لأنواع الموشحات حسب تعدد إيقاعاتها وأزمنتها
الكــار إيقاعٍ كبيــــر
الكــار الناطق إيقاع متوسط
النقــش 3 - 5 إيقاعات
الزنجير العربي 5 إيقاعات
الزنجير التركي 5 إيقاعات كبيرة محددة 16/4، 20/4، 24/4، 28/4، 32/4
الضربان إيقاعين
المألوف إيقاعٍ واحــد